# Proctostephanus stuckeni
Proctostephanus stuckeni är en urinsektsart som beskrevs av Börner 1902. Proctostephanus stuckeni ingår i släktet Proctostephanus och familjen Isotomidae. Inga underarter finns listade i Catalogue of Life.